# Деметріо Лозано
Деметріо Лозано  (ісп. Demetrio Lozano, 26 вересня 1975) — іспанський гандболіст, олімпійський медаліст.

## Виступи на Олімпіадах
| Олімпіада    | Дисципліна | Місце |
| ------------ | ---------- | ----- |
| Атланта 1996 | гандбол    | 3     |
| Сідней 2000  | гандбол    | 3     |
| Афіни 2004   | гандбол    | 7     |
| Пекін 2008   | гандбол    | 3     |